# Keätkipassi
Keätkipassi är ett berg i Finland.   Det ligger i den ekonomiska regionen Norra Lappland och landskapet Lappland, i den norra delen av landet, 1 000 km norr om huvudstaden Helsingfors. Toppen på Keätkipassi är 521 meter över havet, eller 108 meter över den omgivande terrängen. Bredden vid basen är 4,0 km.
Terrängen runt Keätkipassi är varierad.  Trakten runt Keätkipassi är nära nog obefolkad, med mindre än två invånare per kvadratkilometer. Det finns inga samhällen i närheten. Omgivningarna runt Keätkipassi är i huvudsak ett öppet busklandskap.